# Lytta lugubris
Lytta lugubris är en skalbaggsart som först beskrevs av Horn 1873.  Lytta lugubris ingår i släktet Lytta och familjen oljebaggar. Inga underarter finns listade i Catalogue of Life.